# Pedinoida
Ordre
Les Pedinoida sont un ordre d'oursins réguliers.

## Description et caractéristiques

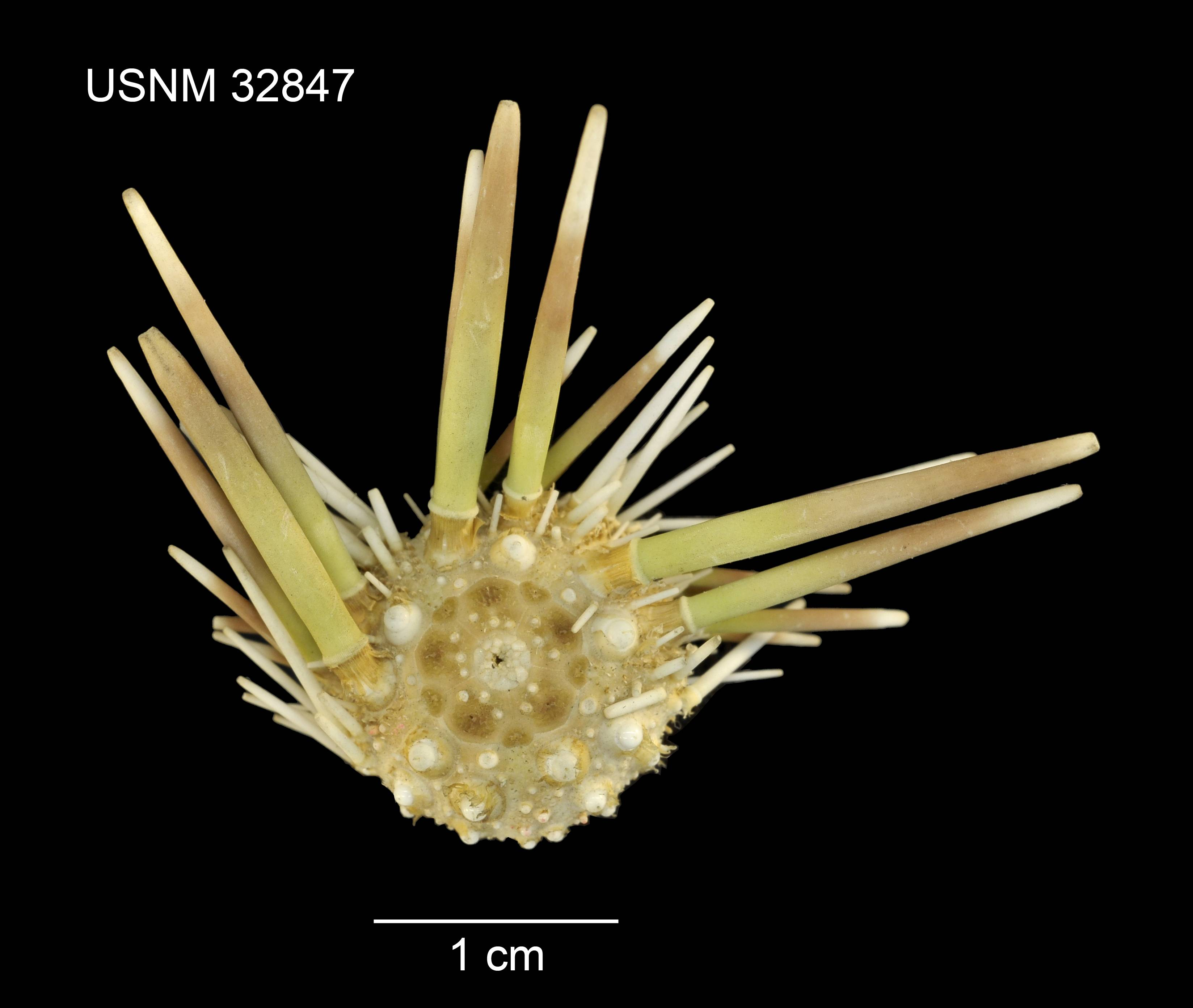
Caenopedina pulchella

Les espèces de l'ordre des Pedinoida partagent les caractéristiques suivantes :
- un disque apical, dicyclique, et fermement attaché à la couronne ;
- un test rigide et aplati ;
- des tubercules primaires perforés et non-crenelés ;
- une mâchoire (Lanterne d'Aristote) aulodonte, avec un magnum foramen profond, en forme de « V » ;
- des dents de section incurvée, en forme de « U » ;
- des piquants (« radioles ») cylindriques et lisses, sans excroissances. Les radioles primaires sont pleines, les secondaires peuvent être creuses[1].

## Liste des familles
Cet ordre ne contient qu'une seule famille encore vivante : les Pedinidae (Pomel, 1883), avec un seul genre actuel (Caenopedina).
Cet ordre connut cependant une radiation évolutive importante au Trias, où ses représentants étaient abondants et largement répartis.

## Controverses taxonomiques
Le système ITIS (14 septembre 2013) préfère classer les Pedinoida au sein du super-ordre des Gnathostomata, qui est considéré paraphylétique par World Register of Marine Species (14 septembre 2013), qui place pour sa part les Pedinoida parmi les Echinothuriacea (avec les groupes archaïques Aspidodiadematoida et Echinothurioida), après les avoir longtemps comptés comme « Acroechinoidea » dans un groupe qui contenait aussi les Diadematoida.